# Thianges
Thianges är en kommun i departementet Nièvre i regionen Bourgogne-Franche-Comté i de centrala delarna av Frankrike. Kommunen ligger i kantonen La Machine som tillhör arrondissementet Nevers. År 2022 hade Thianges 173 invånare.

## Befolkningsutveckling
Antalet invånare i kommunen Thianges
| Referens: INSEE |